# Municipio de Weimer (Minnesota)
El municipio de Weimer (en inglés, Weimer Township) es un municipio del condado de Jackson, Minnesota, Estados Unidos. Tiene una población estimada, a mediados de 2021, de 156 habitantes.
Abarca un área exclusivamente rural.

## Geografía
Está ubicado en las coordenadas 43°48′10″N 95°16′19″O / 43.80278, -95.27194 (43.802912, -95.271967). Según la Oficina del Censo de los Estados Unidos, tiene una superficie total de 89.9 km², de la cual 80.7 km² corresponden a tierra firme y 9.2 km² son agua.

## Demografía
Según el censo de 2020, en ese momento había 153 personas residiendo en la zona. La densidad de población era de 1.9 hab./km². El 92.16 % de los habitantes eran blancos, el 5.23 % eran de otras razas y el 2.61 % eran de una mezcla de razas. Del total de la población, el 10.46 % eran hispanos o latinos de cualquier raza.